# Московець Валерій Іванович
Валерій Іванович Московець (19 вересня 1949, Харківська область — 11 березня 2022, Дергачі) — радянський та український діяч правоохоронних органів, вчений-соціолог, кандидат соціологічних наук, доцент та проректор Харківського національного університету внутрішніх справ. Помер внаслідок обстрілу житлових кварталів Дергачів під час Російського вторгнення в Україну.

## Життєпис
Валерій Московець народився 19 вересня 1949 року у Харківській області. Здобув середню спеціальну освіту у харківському МПТУ № 23, пізніше працював токарем на Харківському заводі агрегатних верстатів та проходив строкову службу у лавах Збройних сил СРСР. У 1974 році закінчив Донецьку середню спецшколу міліції МВС СРСР і того ж року пішов працювати міліціонером у відділі внутрішніх справ Московського райвиконкому Харкова. В 1983 році закінчив Київську вищу школу МВС СРСР.Послідовно обіймав посади інспектора карного розшуку спецкомендатури для обліку умовно засуджених та нагляду за їх поведінкою при відділі внутрішніх справ Красноградського райвиконкому Харківської області, інспектора у справах неповнолітніх, начальника інспекції у справах неповнолітніх, заступника начальника та начальника Казачалопанського селищного відділення міліції. У 1993 році був призначений начальником Дергачівського районного відділу УМВС України, на цій посаді він пробув до 2001 року. Станом на 2004 рік мав спеціальне звання полковника міліції.
У 2001 році Валерій Московець захистив дисертацію на тему: «Взаємодія населення з міліцією: стан та шляхи удосконалення» на здобуття наукового ступеня кандидата соціологічних наук. Науковим керівником був професор Василь Соболєв, а офіційними опонентами — Віль Бакіров та Микола Ануфрієв.
З 2001 року працював у Національному університеті внутрішніх справ. З 2001 до 2005 перебував на посаді проректора, з 2002 року був проректором за напрямком кадрової роботи. Паралельно займався науково-виховною роботою в університеті, станом на 2004 рік Валерій Московець посідав посаду начальника Інституту перепідготовки та підвищення кваліфікації працівників органів внутрішніх справ. Пізніше був директором Навчально-наукового інституту права та масових комунікацій ХНУВС, після реорганізації інституту у квітні 2013 року в факультет права та масових комунікацій став деканом цього факультету. У 2010 році знову посів посаду проректора, яку залишив наступного року.
Пізніше працював на посаді помічника ректора по роботі з ветеранами та громадськими організаціями відділу організаційно-аналітичної роботи та контролю. 26 червня 2018 року був обраний головою новоствореної первинної профспілкової організації ХНУВС. Мав вчене звання доцента.
Опікувався футзальною командою університету — «Олександр». У 2001-2007 роки був віцепрезидентом, а у 2010-2011 роки президентом команди. Після того як у сезоні  2005/06 команда залишилася без підтримки університету і втратила багатьох гравців та працівників, вона змогла дограти свій останній сезон у Вищій лізі завдяки особистій підтримці Олександра Бандурки, Олександра Ярмиша та Валерія Московця.
Загинув 11 березня 2022 року під час обстрілу житлових кварталів Дергачів, здійснених російським військом під час вторгнення в Україну. Разом з Валерієм Івановичем загинула його 21-річна онука Анастасія.
В некролозі поширеному пресслужбою ХНУВС відмічалося, що загиблий «мав величезний практичний досвід роботи у правоохоронних органах, був справжнім професіоналом і чудовою людиною, оптимістом, з неперевершеним почуттям гумору». Голова Харківської обласної державної адміністрації Олег Синєгубов, який деякий час працював під керівництвом Московця, схарактеризував небіжчика «як дуже порядну, чесну та професійну людину, зразкового сім'янина — батька та дідуся».

### Окремі видання
- Соболєв В. О., Попова Г. В., Болотова В. О., Московець В. І. Міліція і населення–партнери // Харків: Вид-во Ун-ту внутр. справ. 2000
- Бандурка О. М., Соболєв В. О., Московець В. І. Партнерські взаємовідносини між населенням та міліцією: підручник // Харків : Вид-во Ун-ту внутр. справ. 2003
- Закон України «Про засади запобігання і протидії корупції» : наук.-практ. коментар / О. М. Бандурка, В. В. Ковальська, О. М. Литвинов та ін. Харків : НікаНова, 2012. 224 с.
- Національна економіка : підручник / О.В. Носова, В.К. Васенко, О.М. Литвинов та ін. Київ : Центр учб. літ., 2013. 512 с.[15]
- Бандурка О. М. Регіональна економіка: підруч. / за заг. ред. д-ра юрид. наук, акад. НАПрН України, проф. О. М. Бандурки, д-ра екон. наук, проф. О. В. Носової; Харків: Золота миля, 2016. 333 с.
- Бортник С. М., Греченко В. А., Московець В. І. Розвиток фізичної культури і спорту в Харківському національному університеті внутрішніх справ // Харків: ХНУВС, ФОП Кандиба Т.П., 2022. 470 с.[16]

### Наукові статті
- Поняття та значення правоохоронної функції держави // Право і Безпека. 2011. № 2 (39). С. 7–11
- Організаційно-правові засади участі громадськості в охороні громадського порядку в Україні // Право і Безпека. 2011. № 3 (40). С. 80–85
- Поняття «громадськість» у законодавстві та адміністративно-правовій теорії // Форум права. 2011. № 2. С. 630–634
- Форми участі громадськості в забезпеченні громадського порядку // Форум права. 2011. № 3. С. 553–558
- Правове регулювання участі громадян в охороні державного кордону // Форум права. 2012. № 4. С. 660–664
- Система державних органів, які забезпечують правоохоронну функцію держави // Право і безпека. 2012. № 3 (45). С. 113–117
- Участие общественности в осуществлении таможенного дела в Украине  // Legea si viata = Закон и Жизнь : междунар. науч.-практ. журн. 2013. № 8/4. P. 98-102
- Формы участия общественности в охране государственной границы  // Наше право. 2013. № 8. С. 140–146
- Адміністративно-правовий статус недержавних правоохоронних формувань  // Європейські перспективи. 2014. № 6. С. 62–66
- Греченко В. А., Московець В. І. Діяльність міліції щодо протидії злочинності в УСРР у середині 1930-х років // Право і безпека. 2018. № 1 (68). С. 17–24

### Науково-популярні статті
- Дяченко, Б.П., Харченко В. І., Московець В. І. Впровадження нових форм розрахунків для населення України// День (п`ятниця). – 2003. – № 231. – С. 22.

### Упорядник
- Збірник нормативних актів по роботі з персоналом Національного університету внутрішніх справ / упоряд.: В.І. Московець, О.В. Леміщенко, С.М. Яровий. - Х.: Нац. ун-т внутр. справ, 2004. - 140 с.

## Нагороди
Нагороджений такими відзнаками:
- відзнака Міністерства внутрішніх справ нагрудний знак «За відзнаку в службі» першого та другого ступенів
- медаль «За бездоганну службу» першого, другого та третього ступенів
- премія Міністерства внутрішніх справ «За міжнародне співробітництво»
- подяка голови Харківської обласної державної адміністрації (01.09.2019) за «вагомий особистий внесок у підготовку кваліфікованих фахівців для державних установ і правоохоронних органів, активну громадську діяльність»[9]